# Calycopis nicolayi
Calycopis nicolayi är en fjärilsart som beskrevs av William D. Field 1967. Calycopis nicolayi ingår i släktet Calycopis och familjen juvelvingar. Inga underarter finns listade i Catalogue of Life.